# José Antonio Pinto
El General José Antonio Pinto fue el decimotercer Gobernador de Cauca y el tercer Gobernador del Valle del Cauca.  Ejerció su mandato en el Valle del Cauca entre septiembre de 1914 y junio de 1915. Durante su gobierno se dieron la construcción del manicomio y la casa de corrección de menores. En cuanto a infraestructura, se dio la construcción del puente de Sonso y la compra de maquinaria para la construcción de carreteras, también se inició la construcción del acueducto de Roldanillo. Ante la reaparición de la plaga de la langosta se da una costosa inversión para controlarla. En esta época llega el ferrocarril a Cali y se inicia la navegación por el río Cauca.